# Port Aszdod
Port Aszdod (hebr. נמל אשדוד) (UN/LOCODE: ILASH) – międzynarodowy port morski położony w mieście Aszdod, u ujścia rzeki Lachisz do Morza Śródziemnego, w odległości około 25 km na południe od Tel Awiwu. Jest to największy port towarowy w Izraelu, przeładowujący około 60% izraelskiego ładunku morskiego.

## Historia
We wczesnych latach istnienia niepodległego państwa Izraela, pojawiła się pilna potrzeba posiadania nowego portu morskiego, który nie byłby ograniczony w swoim rozwoju tak jak istniejące już porty Hajfa i Ejlat. Dlatego rząd Izraela podjął decyzję o budowie nowego portu. Postawiono przy tym następujące warunki: port miał powstać w południowej części kraju razem z utworzeniem przyległego nowego miasta; port miał skrócić drogę transportu lądowego z południowej części kraju; odległość od plantacji cytrusów w Rechowot miała być krótsza niż do Hajfy; odległość od zakładów potasu nad Morzem Martwym miała być krótsza niż do Hajfy; port miał znajdować się przy głównych drogach Izraela oraz w pobliżu aglomeracji miejskiej Gusz Dan.

Budowa portu

W 1953 rzeczoznawcy budowlani i projektanci wybrali okolicę arabskiej wioski Aszdod pod budowę nowej elektrowni (Eszkol) i nowego portu morskiego. W 1958 ukończono budowę elektrowni Eszkol A, która składa się z trzech bloków energetycznych: dwa po 50 MW i jeden 45 MW. Tuż obok powstał zakład odsalania morskiej wody. Natomiast projektowanie portu rozpoczęło się na przełomie 1957–1958. Port Aszdod miał być jednym z nielicznych portów na świecie, który wybudowano na otwartym morzu, bez wykorzystania naturalnych zatok morskich. Jego budowa była wielkim wyzwaniem dla inżynierii. W kwietniu 1961 rozpoczęto budowę od skonstruowania falochronów. Następnie, w pierwszym etapie wybudowano nabrzeża 1 i 3, na których obsługiwano głównie eksport cytrusów i innych produktów rolniczych. Kolejne części portu powstawały stopniowo w następnych latach. Oficjalne otwarcie portu Aszdod nastąpiło w listopadzie 1963. Pierwszy zagraniczny statek wpłynął do portu 21 listopada 1965 (był to szwedzki statek „Wiengelgad”). Od 1975 port w Aszdod obsługuje statki pasażerskie, utrzymując głównie połączenia z Egiptem.
W lutym 2005 rząd po przeprowadzeniu reformy strukturalnej izraelskiego przemysłu portowego, utworzył niezależne przedsiębiorstwo Ashdod Port Company Ltd. W 2005 w porcie uruchomiono pierwszy w Izraelu w pełni skomputeryzowany terminal kontenerowy „Port Eitan”. Był to największy izraelski projekt infrastrukturalny i obejmował budowę nowego odcinka falochronu (długość 1 150 m) oraz nabrzeży o długości 1 700 m. Koszt inwestycji wyniósł 3 mld nowych szekli.

## Nawigacja
Kotwicowisko znajduje się w odległości 1-2 mili morskiej od brzegu. Na południe od portu znajduje się wzniesiona w 1966 latarnię morską Aszdod. Podejście do portu jest od kierunku północno-zachodniego. W odległości 0,2 i 0,5 mili morskiej od portu są zacumowane dwie boje świetlne oznaczające wejście do portu. Przy wchodzeniu do portu obowiązuje korzystanie z pomocy pilota. W porcie jest dostępny 1 holownik.

## Struktura portu
Port Aszdod obejmuje rozległy obszar i posiada 14 nabrzeży:
| Nabrzeże nr | Przeznaczenie         | Długość (m) | Głębokość (m) | Uwagi                     |
| ----------- | --------------------- | ----------- | ------------- | ------------------------- |
| 1           | towarowe, roro        | 560         | 5,0-10,5      | rolnictwo i ogólne towary |
| 2           | miejsce postojowe     | 150         | 5,0           | niewielkie statki         |
| 3           | pasażerskie, roro     | 620         | 9,0-11,5      |                           |
| 4           | pasażerskie, towarowe | 207         | 12,5          |                           |
| 5           | masowce, roro         | 480         | 10,5-13,8     |                           |
| 6           | miejsce postojowe     | 150         | 7,0-10,0      | niewielkie statki         |
| 7           | terminal kontenerowy  | 480         | 10,0-12,0     |                           |
| 8           | tankowce              | 105         | 12,0          |                           |
| 9           | węgiel, kontenerowce  | 438         | 13,8          |                           |
| 10          | barki zbiornikowce    | 150         | 4,0           |                           |
| 11-12       | masowce               | 396         | 12,0-13,8     | fosfaty, potas            |
| 24          | kontenerowce          | 250         | 13,5          |                           |
| 30          | towarowe              | 150         | 9,5           | materiały wybuchowe       |

### Port wojenny
W porcie znajduje się baza marynarki wojennej. W bazie stacjonują lekkie łodzie patrolowe, których głównym zadaniem jest zapewnienie bezpieczeństwa południowej części izraelskiego wybrzeża Morza Śródziemnego. Aszdod jest blisko położone Strefy Gazy i w związku z tym jest szczególnie narażone na niebezpieczeństwo ataków terrorystycznych. Z tego powodu łatwo zrozumieć duże znaczenie istnienia tutaj morskiej jednostki wojskowej, która zapewnia bezpieczeństwo portowi i statkom.

## Statystyka
W 2007 przeładowano tutaj 808 700 kontenerów (dla porównania w 2006 było 693 000, wzrost o 17%), w tonażu przeładowano 16,2 mln t towarów (w 2006 było 15 mln t., wzrost o 7,2%) W 2007 uzyskano dochód w wysokości 1 mld nowych szekli.
Przeładunek kontenerów w Porcie Aszdod (w TEU):
Dochód Portu Aszdod (w mln nowych szekli):

## Plany rozwoju
Zarząd Portu Aszdod postawił sobie ambitny plan zwiększenia przepustowości terminalu kontenerowego. W tym celu planuje się zainwestować 700 mln nowych szekli w rozbudowę infrastruktury i zakup nowego zautomatyzowanego wyposażenia, które zredukuje czas oczekiwania statków. Zainwestowano także 10 mln nowych szekli w rozbudowę terminalu pasażerskiego.

## Komunikacja
W bezpośrednim sąsiedztwie portu przebiega droga ekspresowa nr 41  (Aszdod-Gedera). Port posiada także połączenie kolejowe Rakewet Jisra’el z całym krajem.

## Przedsiębiorstwa armatorskie
Z portu w Aszdod korzystają następujące przedsiębiorstwa żeglugowe:
- China Ocean Shipping Company – COSCO
- Compañía Sudamericana de Vapores – CSAV
- Hamburg Süd
- Hanjin Shipping Co. Ltd. – Hanjin
- Kawasaki Kisen Kaisha Ltd. – K Line
- Orient Overseas Container Line – OOCL
- Zim Integrated Shipping Services – ZIM